# Leh (raper)
Leh, właściwie Michał Leszner (ur. 18 sierpnia 1992 w Gdyni, zm. 16 lutego 2019 tamże), znany także jako Młody Leh – polski raper, autor tekstów i beatmaker.

## Kariera
Zaczął tworzyć bardzo wcześnie. W 2015 wydał pierwszy album studyjny pt. Podwórka pytają kiedy płyta, który został wydany przez Alkopoligamię. Następną płytę pt. Lep zaprezentował pod koniec 2017.
W 2018 odszedł z Alkopoligamii, a w listopadzie wydał niezależnie album pt. Dziki i nietoperze.
Zginął w 2019 roku w wypadku samochodowym, w trakcie pracy nad czwartym solowym albumem. Samochód, którym raper podróżował z dwoma mężczyznami uderzył w słup sygnalizacyjny. Wszyscy zginęli na miejscu. Został pochowany 23 lutego 2019 na cmentarzu Witomińskim w Gdyni. 
5 czerwca 2019 została wydana reedycja ostatniego albumu rapera.

## Dyskografia
| Rok  | Dane dot. albumu                                                                                             | Pozycja na liście OLIS |
| ---- | --- | ---------------------- |
| 2015 | Podwórka pytają kiedy płyta - Data: 19 sierpnia 2015 - Wydawca: Alkopoligamia - Format: CD, digital download | 7                      |
| 2017 | Flow Mixtape - Data: 19 stycznia 2017 - Wydawca: nielegal - Format: CD, digital download                     | -                      |
| 2017 | Lep - Data: 11 października 2017 - Wydawca: Alkopoligamia - Format: CD, digital download                     | 18                     |
| 2018 | Dziki i nietoperze - Data: 25 listopada 2018 - Wydawca: nielegal - Format: CD, digital download              | -                      |